# Conspiração da rue Saint-Nicaise

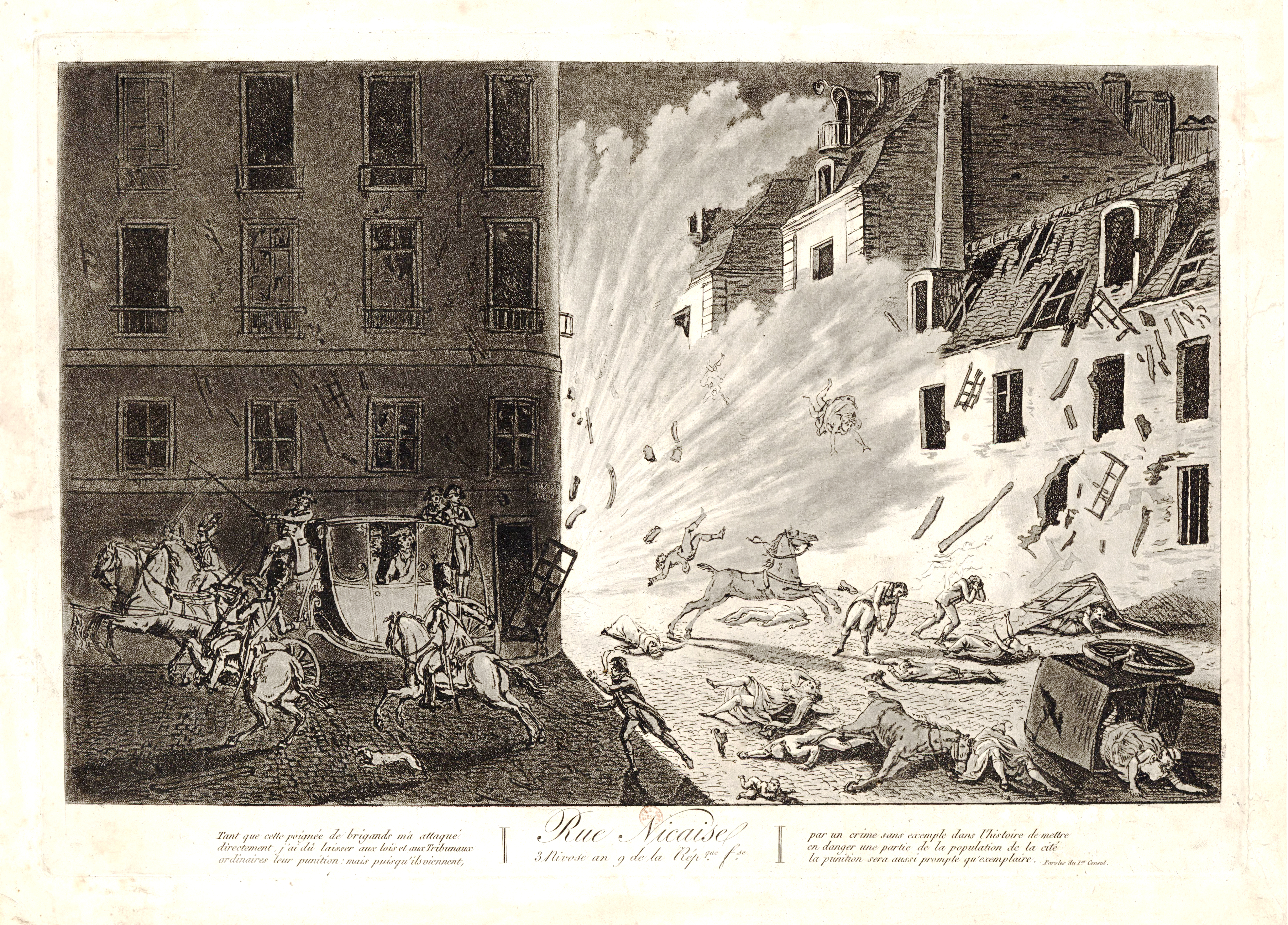
Conspiração da rue Saint-Nicaise

A conspiração da rue Saint-Nicaise, também conhecida como conspiration de la machine infernale, foi uma tentativa de assassinato do primeiro cônsul da França, Napoleão Bonaparte, em Paris em 24 de dezembro de 1800. Seguiu-se à conspiration des poignards de 10 de outubro de 1800 e foi uma das muitas conspirações realistas e católicas. Embora Napoleão e sua esposa Josefina tenham escapado por pouco da tentativa, cinco pessoas foram mortas e outras 26 ficaram feridas.
O nome da la machine infernale, o "dispositivo infernal", foi em referência a um episódio durante a revolta do século XVI contra o domínio espanhol em Flandres. Em 1585, durante o Cerco de Antuérpia pelos espanhóis, um engenheiro italiano a serviço espanhol havia feito um artefato explosivo a partir de um barril amarrado com argolas de ferro, cheio de pólvora, materiais inflamáveis e balas, e acionado por uma espingarda serrada disparada à distância por uma corda. O engenheiro italiano chamou de la macchina infernale.